# Distretto di Qingxiu
Il distretto di Qingxiu (青秀区S, Qīngxiù QūP) è un distretto della Cina, situato nella regione autonoma di Guangxi e amministrato dalla prefettura di Nanning.